# 30番街駅
30番街駅（30ばんがいえき、英: 30th Avenue）はニューヨーク市地下鉄BMTアストリア線の駅である。クイーンズ区アストリアの30番街と31丁目の交差点に位置している。N系統が終日、W系統が平日に停車している。

## 駅構造
| P ホーム階 | 相対式ホーム、右側扉が開く | 相対式ホーム、右側扉が開く |
| P ホーム階 | 南行緩行線                 | ← コニー・アイランド-スティルウェル・アベニュー駅行き（ブロードウェイ駅） ← 平日のみ：ホワイトホール・ストリート駅行き（ブロードウェイ駅） |
| P ホーム階 | 混雑方向急行線             | ← 定期列車なし |
| P ホーム階 | 北行緩行線                 | → アストリア-ディトマース・ブールバード駅行き（アストリア・ブールバード駅）→                                                               |
| P ホーム階 | 相対式ホーム、右側扉が開く | |
| M          | 改札階                     | 改札口、駅員詰所、メトロカード自動券売機                                                                                                   |
| G          | 地上階                     | 出入口 |

1917年2月1日に開業し、当初はIRTの駅として開業した。この時はBRTとの共同使用だった。
現在の当駅は相対式ホーム2面3線だが、中央急行線は2002年以降使用されていない。
改装工事のため2017年10月23日から2018年6月21日まで営業を休止していた。この間に行われた改装工事で、USBステーション、Wi-Fi、地図の設置や各部分の修繕が行われた 。工事は2017年4月14日に結ばれた契約に基づく形でスウェーデンのスカンスカが担当した。

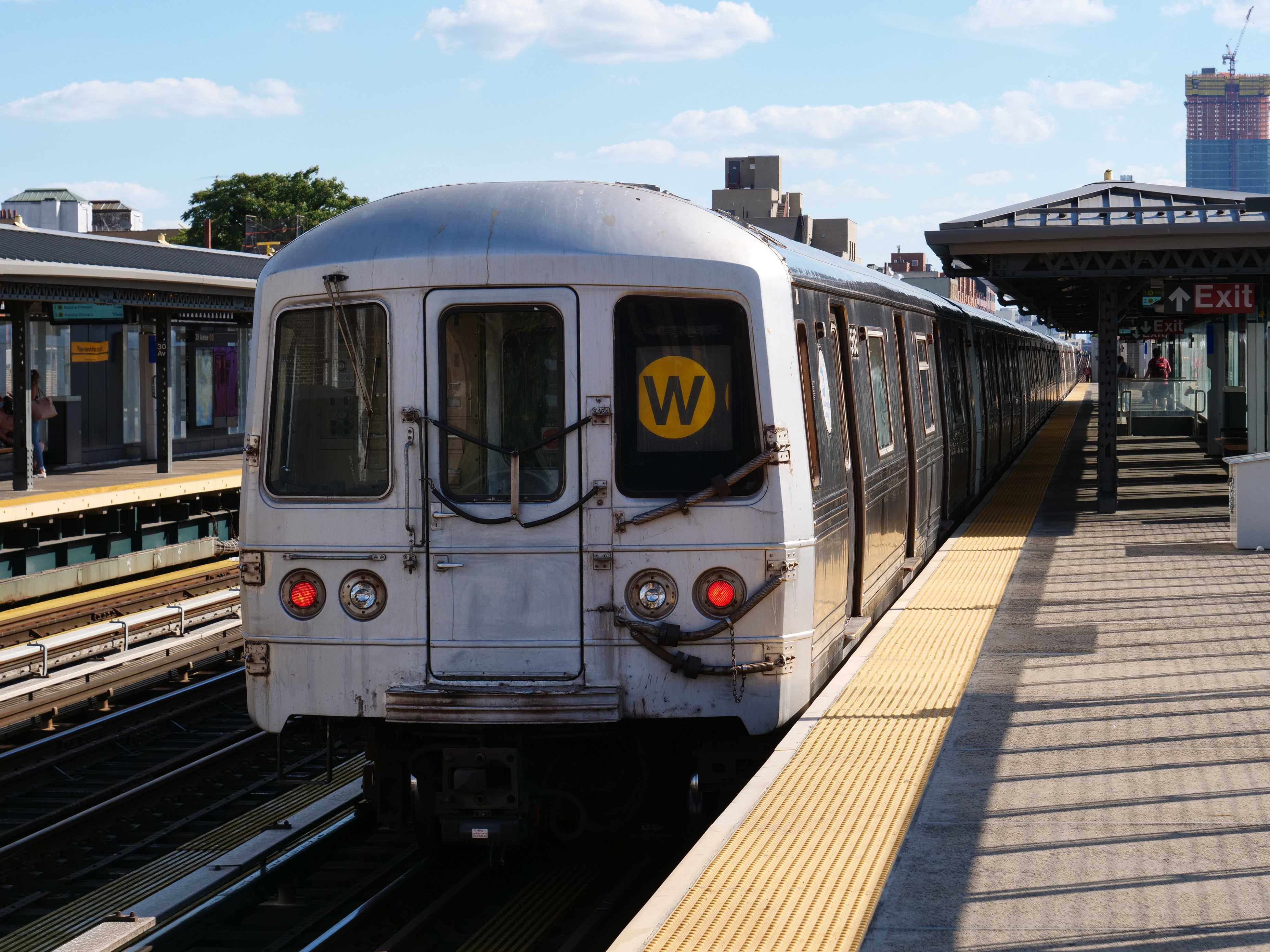
南行W系統が駅を発車する

### 出口
30番街と31丁目の交差点すべてに1か所ずつある。